# Alter Orient und Altes Testament
„Alter Orient und Altes Testament. Veröffentlichungen zur Kultur und Geschichte des Alten Orients und des Alten Testaments“ (AOAT) (gegründet von Manfried Dietrich †, Oswald Loretz † und Kurt Bergerhof) ist eine bis 2018 von Manfried Dietrich, Ingo Kottsieper und Hans Neumann herausgegebene Buchreihe.
Ab 2009 gibt Thomas Richard Kämmerer die Acta Antiqua Mediterranea et Orientalia (AAMO) in der Reihe AOAT heraus.
Seit 2019 besteht das Herausgeberteam aus Manfried Dietrich († 2024), Angelika Berlejung, Holger Gzella und Enrique Jiménez. Mit mehreren hundert Bänden gehört sie zu den wichtigsten Reihen der Altorientalistik, der Vorderasiatischen Archäologie und der alttestamentlichen Wissenschaft.
Die Bände 1 bis 42 und 200 bis 244 erschienen als gemeinschaftliche Produktionen im Verlag Butzon & Bercker (Kevelaer) und im Neukirchener Verlag (Neukirchen-Vluyn), die Bände 43 bis 53 und 245 und alle weiteren Bände im Ugarit-Verlag (Münster/West.).
In den Jahren 1971 bis 1973 wurden darüber hinaus mindestens acht Bände in der Nebenserie „Alter Orient und Altes Testament – Sonderreihe. Veröffentlichungen zur Kultur und Geschichte des Alten Orients“ herausgegeben.